# Мубамба, Седрик
Карлос Седрик Мубамба Саиб (фр. Carlos Cédric Moubamba Saib; 14 октября 1979) — габонский футболист, полузащитник, ныне тренер буркинийского клуба «Рэйл Клуб дю Кадиого». Участник Кубка африканских наций 2000, 2010, 2012.

## Клубная карьера
Мубамба начал свою футбольную карьеру в клубе «Мангаспорт». В 1997 году он дебютировал в чемпионате Габона. В 2000 году он выиграл с ним чемпионат, а в 2001 году уехал в «ЮСМ Либревиль». В 2002 году вместе с ним он стал чемпионом страны и выиграл Кубок Габона. В 2004–2008 годах играл в клубе «Сожеа».
В 2008 году Мубамба присоединился к «ТП Мазембе» из Демократической Республики Конго. В 2009 году вместе с ним выиграл чемпионат страны, а в ноябре сыграл в финальных матчах Лиги чемпионов КАФ с нигерийским «Хартлендом». «ТП Мазембе» проиграл 1:2 в Нигерии, но выиграл дома 1:0 и завоевал Лигу чемпионов в третий раз в своей истории.
В 2009 году Мубамба уехал в оманский «Дофар». В 2011 году он вернулся в Габон и стал игроком клуба «Битам». В 2012–2014 годах он играл за «Бонговилль», где и завершил карьеру.
Завершив карьеру игрока, работал тренером в либревильской академии «Звёзды» (фр. Académie des étoiles de Libreville), клубе «Мингассан», молодёжной и юношеской сборных страны. Летом 2020 года стал помощником Тьерри Муюмы в буркинийском клубе «Рэйл Клуб дю Кадиого».

## Сборная Габона
В сборной Габона Мубамба дебютировал в 1998 году. В 1999 году выиграл с командой Кубок УНИФФАК. В 2000 году он был запасным в сборной на Кубке африканских наций 2000 года и сыграл одну игру против ДР Конго (0:0). На Кубке африканских наций 2010 он сыграл одну игру группового этапа против Камеруна (1:0). Он также попал в заявку сборной Габона на домашний Кубок африканских наций 2012, где сыграл три матча против сборных Нигера, Марокко и Мали. За сборную в общей сложности провёл 86 матчей и забил три мяча, участвовал в розыгрышах Кубка КЕМАК 2003, 2005 и 2007.